# Агнеса Глогувська
Агнеса Глогувська або Агнеса Ратиборська (англ. Agnes Głogów; чеськ. Anežka Hlohovská; бл. 1321 — 7 липня 1362) — княжна Глогувська; в першому шлюбі — княгиня Ратиборська, в другому — княгиня Легницька і Брежзька.
Була далеким нащадком Великих князів Київських.

## Біографія
Агнеса народилася між 1312 і 1321 рр.
Вона була молодшою донькою князя Глогуво-Саганського і князя Великопольського Генріха IV та його дружини Матильди Бранденбурської.
1332 року вийшла заміж за Лешека, князя Ратиборського. Після весілля з'явилися перешкоди, що випливають з канонічного права, тому Лешеку довелося отримати Папську диспенсацію, яку він отримав 3 січня 1333 року. Шлюб тривав три роки, дітей в них не було.
1336 року, після смерті бездітного Лешека, Ратиборське князівство перейшло у володіння його зятя Микулаша ІІ Опавського, одруженого з Ганною Ратиборською, сестрою Лешека.
Після цього Агнеса повернулася в Загань.
У період між 1341 і 1345 рр. Агнеса вийшла заміж за князя Людвіка I Бжезького. У Агнеси та Людвіка І було 6 дітей.
Померла 6 або 7 липня 1362 року.

## Родина
1 Чоловік — Лешек, князь Ратиборського
Діти: не було
2 Чоловік — Людвіг, князь Брезький
Діти:
- Маргарита (1342/1343 — 18/22 лютого 1386), одружена 19 липня 1353 з Альбрехтом I Баварським
- Генрих VII (1343/1345 — 11 липня 1399), князь Бжезький (1361—1399)
- Катерина (1344/1345 — 1404/1405), Аббатиса в Требниці
- Ядвиґа (1346 — 30 січня 1385), одружена 1366 з князем Яном II Освенцимський
- Венцеслав (бл. 1350—1358/1361), помер в дитинстві
- Донька (нар. до липня 1351 — ?), померла в дитинстві.